# Graie

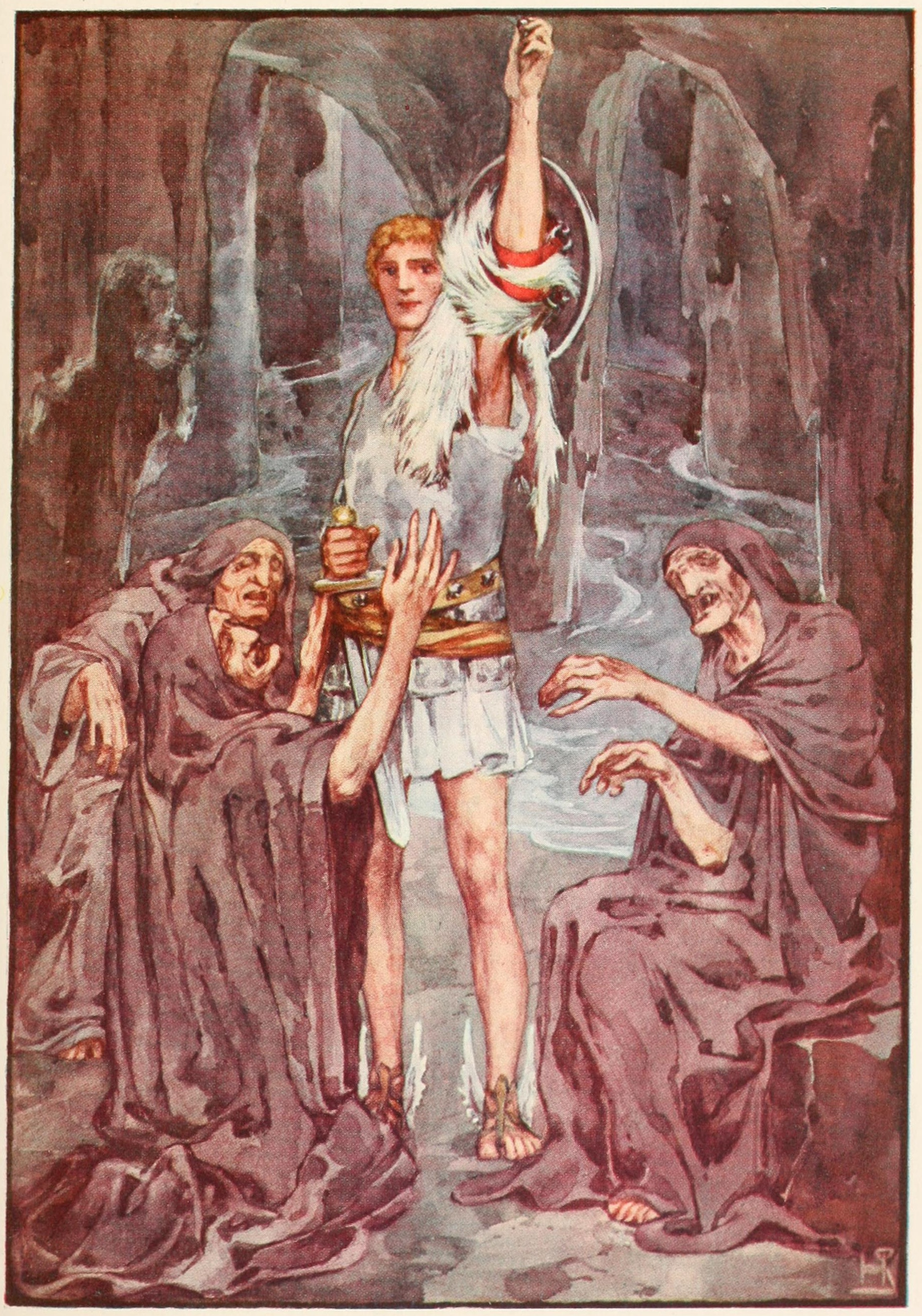
Perseus a Graie

Graie (-ií) jsou vševědoucí dcery mořského boha Forkýna a mořské bohyně Kéty. Graie jsou tři: Enýó (Hádavá), Pefrédó (Vosa) a Deinó (Hrozná).
Hned po narození vypadaly jako staré, nehezké ženy, a proto je lidé takto jmenovali, ačkoliv některé báje je zase popisují jako velice krásné ženy. Všechny dohromady mají jediné oko a jediný zub, které si půjčují, aby mohly vidět a žvýkat. V řeckých pověstech se uvádí, že žijí v jeskyni při úpatí Atlasu.
Jejich sestrami jsou Gorgony, ošklivé nestvůry s hady místo vlasů.

## Graie v řeckých pověstech
Hrdina Perseus jim uloupil jejich poklady (oko a zub) a nevydal jim je dříve, dokud mu neprozradily cestu ke svým sestrám Gorgonám a nymfám ze Stygie, od nichž pak získal pomoc proti Gorgonám.